# Pilot (Bones)
Pilot is de eerste aflevering van het eerste seizoen van de televisieserie Bones, die voor het eerst werd uitgezonden op 13 september 2005.

## Verhaal
Na twee maanden te hebben doorgebracht in Guatemala, waar ze slachtoffers van genocide identificeerde, keerde gerenommeerd forensisch antropologe Dr. Temperance Brennan terug naar Washington DC, waar ze direct werd aangehouden door de politie, omdat ze een menselijke schedel in haar tas had. Bij de aankomst van Special Agent Seeley Booth, wordt ze direct vrijgelaten. Ze beseft dat het een truc is om haar zo ver te krijgen om Booth te helpen met een onderzoek. Ze weigert te helpen, totdat Booth haar met tegenzin volledige participatie in de zaak belooft.
Op de plaats delict treffen Brennan en Booth menselijke resten aan die zodanig waren ontbonden dat alleen de beenderen nog bewaard waren gebleven. Brennan en haar assistent, Zack Addy, komen erachter dat het slachtoffer een vrouwelijke tennisster was tussen de 18 tot 23 jaar oud. 
Eenmaal terug op het forensisch laboratorium van het Jeffersonian Institute onderzoekt Brennan de resten van het slachtoffer, terwijl haar collega's zich afvragen of er gelijkenissen zijn tussen hen en de personages in haar nieuwe boek, Bred in the Bone. Dr Jack Hodgins, een entomoloog, vertelt Brennan dat het slachtoffer al meer dan twee zomers in de vijver moet hebben gelegen. Hodgins heeft ook kleine botfragmenten in het slib gevonden, die rana temporaria, oftewel kikkerbotten blijken te zijn. Angela Montenegro, een forensisch kunstenares, maakt gebruik van een computerprogramma dat ze heeft ontwikkeld, genaamd de Angelator, om een driedimensionale holografische reconstructie van de schedel te maken, die Brennan weer in elkaar zet. Het slachtoffer blijkt Cleo Louise Eller te zijn, een senaat-stagiair die een affaire zou hebben met senator Alan Bethlehem.
Brennan wil de senator confronteren, maar Booth stelt dat de senator niet de enige verdachte is. De assistent van de senator, Ken Thompson, was Cleo's vriendje. Ook was er nog Cleo's stalker, Oliver Laurier. Booth vertelt Brennan dat het een belangrijke zaak is en dat FBI-adjunct-directeur Cullen een speciale onderzoekseenheid wil opzetten, wat betekent dat de dingen meer volgens het boekje zullen moeten gaan. Daarom wil hij dat ze voortaan in het lab blijft. Brennan blijft echter net zo lang aandringen totdat Booth toch bereid is haar mee te nemen in het veld.
Op basis van de deeltjes ingebed in Cleo's schedel, bepaalt Hodgins dat Cleo's schedel kan zijn verpletterd door een voorhamer op een cementen vloer of diatomeeënaarde. Door de kenmerkende schade aan haar vingerkussens en de manier waarop het lichaam verborgen was, komt het team tot de conclusie dat de moordenaar veel energie heeft gestoken in het verbergen van het slachtoffer. Hodgins komt er ook achter dat Cleo medicijnen innam voor haar depressie, terwijl Brennan beseft dat de kleine botten gevonden in Cleo's lichaam geen kikkerbotten maar foetale oorbotten zijn, wat aangeeft Cleo Eller zwanger was.
Hodgins is een complotdenker en overtuigt Brennan dat ze nooit achter de waarheid zullen komen zolang senator Bethlehem genoeg macht heeft om het onderzoek belemmeren. Zonder het aan Booth te vertellen besluit Brennan de senator te confronteren. Als gevolg zet adjunct-directeur Cullen Booth van de zaak, maar Brennan weigert op te geven. Met de hulp van haar collega-wetenschappers, onthult ze dat Cleo Eller's vriendje Ken Thompson Cleo heeft vermoord omdat hij vreesde dat Cleo's zwangerschap een schandaal zou veroorzaken en van invloed zou zijn op zijn carrière.

## Rolverdeling

### Hoofdrollen
| Acteur          | Personage          |
| --------------- | ------------------ |
| Emily Deschanel | Temperance Brennan |
| David Boreanaz  | Seeley Booth       |
| T.J. Thyne      | Jack Hodgins       |
| Michaela Conlin | Angela Montenegro  |
| Eric Millegan   | Zack Addy          |
| Jonathan Adams  | Daniel Goodman     |

### Gastrollen
- Chris Conner - Oliver Laurier
- John M. Jackson - Sam Cullen
- John Sterling Carter - Patrick Furst
- Dave Roberson - Bennet Gibson
- Larry Poindexter - Alan Bethlehem
- Sam Trammell - Ken Thompson
- Tyrees Allen - Ted Eller
- Bonita Friedericy - Sharon Eller
- Dominic Fumusa - Peter St.James
- Naja Hill - Cleo Louise Eller

## Muziek
- Gone - Thirteen Senses
- Collide - Howie Day
- Broken Bridge - Daughter Darling